# 20 Feet from Stardom
20 Feet from Stardom é um filme-documentário estadunidense lançado em 2013 e dirigido por Morgan Neville. Vencedor do Oscar de melhor documentário de longa-metragem, relata a história de um grupo de vocalistas de apoio, Darlene Love, Judith Hill, Merry Clayton, Lisa Fischer, Táta Vega e Jo Lawry.

## Elenco
- Darlene Love
- Judith Hill
- Merry Clayton
- Lisa Fischer
- Táta Vega
- Jo Lawry
- Stevvi Alexander
- Lou Adler
- Patti Austin
- Chris Botti
- Sheryl Crow
- Mick Jagger
- Mable John
- Gloria Jones
- David Lasley
- Claudia Lennear
- Lynn Mabry
- Bette Midler
- Janice Pendarvis
- Bruce Springsteen
- Stevie Wonder
- Susaye Greene
- Ray Charles
- Michael Jackson
- Luther Vandross

## Prêmios e indicações
| Premiação                                         | Categoria                        | Indicados                                      | Resultado |
| ------------------------------------------------- | -------------------------------- | ---------------------------------------------- | --------- |
| Oscar 2014                                        | Melhor documentário              | Morgan Neville, Gil Friesen e Caitrin Rogers   | Venceu    |
| AARP Annual Movies for Grownups Awards            | Melhor documentário              | —                                              | Venceu    |
| ACE Awards                                        | Melhor edição em documentário    | Douglas Blush, Kevin Klauber e Jason Zeldes    | Venceu    |
| International Documentary Film Festival Amsterdam | Melhor trilha de documentário    | —                                              | Venceu    |
| Black Reel Awards                                 | Melhor documentário              | —                                              | Venceu    |
| Black Reel Awards                                 | Melhor canção original           | "Desperation" – Judith Hill                    | Venceu    |
| Chicago Film Critics Association                  | Melhor filme-documentário        | —                                              | Indicado  |
| Critics' Choice Movie Award                       | Melhor documentário              | —                                              | Venceu    |
| Dallas-Fort Worth Film Critics Association        | Melhor filme-documentário        | —                                              | Venceu    |
| Denver Film Critics Society                       | Melhor filme-documentário        | —                                              | Indicado  |
| Golden Reel Awards                                | Melhor edição de som             | Al Nelson, Kim Foscato and Pete Horner         | Indicado  |
| Houston Film Critics Society                      | Documentário de destaque         | —                                              | Venceu    |
| Independent Spirit Awards                         | Melhor documentário              | Morgan Neville, Gil Friesen and Caitrin Rogers | Venceu    |
| Iowa Film Critics                                 | Melhor documentário              | —                                              | Venceu    |
| NAACP Image Awards                                | Destaque teatral de documentário | —                                              | Indicado  |
| National Board of Review                          | Melhor documentário              | —                                              | Indicado  |
| New York Film Critics Circle Awards               | Melhor filme não-fictício        | —                                              | Indicado  |
| Phoenix Film Critics Society                      | Melhor documentário              | —                                              | Venceu    |
| St. Louis Gateway Film Critics Association        | Melhor documentário              | —                                              | Indicado  |
| San Diego Film Critics Society                    | Melhor filme-documentário        | —                                              | Indicado  |
| Satellite Award                                   | Melhor filme-documentário        | —                                              | Indicado  |
| Seattle International Film Festival               | Melhor documentário              | —                                              | Venceu    |
| Washington D.C. Area Film Critics Association     | Melhor documentário              | —                                              | Indicado  |